# Castilnuevo
Castilnuevo – gmina w Hiszpanii, w prowincji Guadalajara, w Kastylii-La Mancha, o powierzchni 19,54 km². W 2011 roku gmina liczyła 8 mieszkańców.